# Theorema van Rybczynski
Het theorema van Rybczynski werd in 1955 geformuleerd door de in Polen geboren Britse econoom Tadeusz Rybczynski (1923-1998). Het theorema luidt: tegen constante relatieve goederenprijzen zal een stijging in de dotatie van een factor leiden tot een meer dan evenredige groei van de productie in de sectoren, die intensief gebruikmaken van die productiefactor, en een absolute daling van de productie van het andere goed.
In het kader van het Heckscher-Ohlin-model van de internationale handel zou open handel tussen regio's tot verschuivingen in het aanbod van relatieve factoren tussen regio's voeren, wat weer tot een aanpassing in de hoeveelheden en typen productie tussen regio's kunnen leiden. Dit kan het systeem in de richting van gelijkheid van de inputprijzen voor productie voeren. Een voorbeeld zijn de lonen tussen de landen. Deze zullen naar elkaar groeien. 

## Relatie tussen dotaties en productie
Het theorema van Rybczynski laat zien hoe in een toestand van duurzame volledige werkgelegenheid veranderingen in een dotatie van productiefactor van invloed zijn op de productie van goederen. Het theorema is van belang bij het analyseren van effecten van de kapitaalsinvesteringen, immigratie en emigratie binnen de context van een Heckscher-Ohlin model. Beschouw het onderstaande diagram, die in het rood een arbeidsrestrictie en in het blauw een kapitaalsrestrictie afbeeldt. Stel dat de productie initieel op de productiemogelijkheidsgrens op punt A ligt.
Stel dat er een toename is in de dotatie van arbeid. Dit zal een buitenwaartse verschuiving van de arbeidsrestrictie veroorzaken. De productiemogelijkheidsgrens en dus de productie zal naar punt B verschuiven. Productie van kleding, het arbeidsintensieve goed, zal stijgen van punt C1 naar punt C2 wijzen. De productie van auto's, het kapitaalintensieve goed, zal dalen van punt S1 naar punt S2.
Als de dotatie van kapitaal stijgt, zou de kapitaalsbeperking naar buiten toe verschuiven wat zal resulteren in een toename in de productie van auto's en een afname in de kledingproductie. Omdat de arbeidsmarktrestrictie steiler is dan de kapitaalsrestrictie, zijn auto's kapitaalintensief en kleding arbeidsintensief.
In het algemeen zal een verhoging in een land van een dotatie van een productiefactor een toename van de productie van dat goed veroorzaken, dat deze factor het intensiefst gebruikt, en een afname in de productie van het andere goed. 